# 1620 Geographos
Az 1620 Geographos (ideiglenes jelöléssel 1951 RA) egy földközeli kisbolygó. Albert Wilson és Rudolph Minkowski fedezte fel 1951. szeptember 14-én.